# Tribunal de commerce

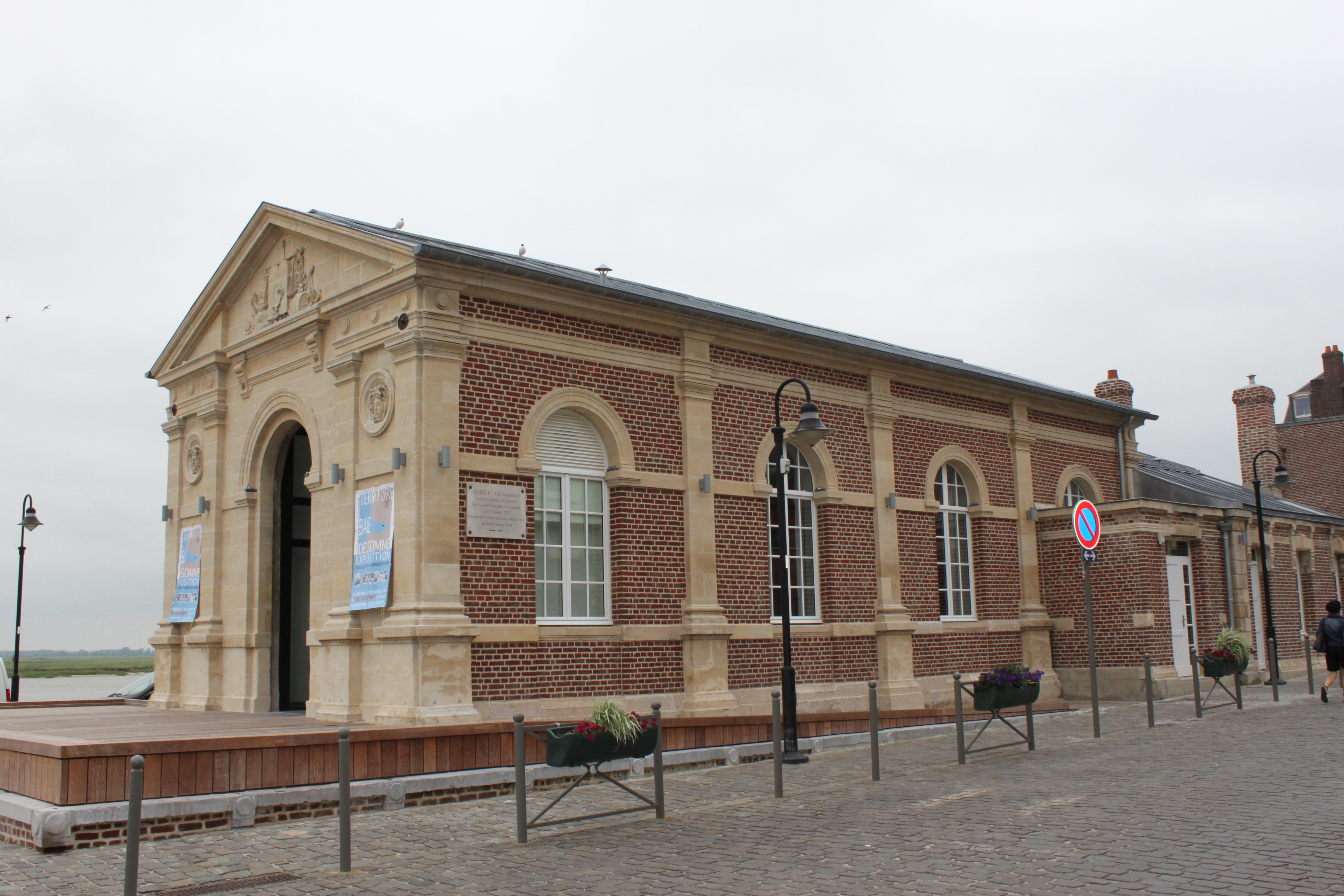
Tribunal de commerce

Het Tribunal de commerce (handelsrechtbank) is een bouwwerk in de tot het Franse departement Somme behorende stad Saint-Valery-sur-Somme, gelegen aan de huidige Rue de la Ferté.
Deze instelling kwam na de Franse Revolutie te zetelen in het gebouw van de admiraliteit. Later verhuisde deze meermalen om in 1870 een nieuw gebouw te betrekken. Dit werd gebouwd in een soort neo-griekse stijl, met de voorgevel als een Griekse tempel in natuursteen uitgevoerd. De omliggende panden werden allemaal afgebroken, zodat het gebouw vrij kwam te liggen.
Tegenwoordig is het gebouw als cultureel centrum in gebruik: theater, tentoonstellingsruimten, horeca.